# (6368) 1983 RM3
(6368) 1983 RM3 là một tiểu hành tinh vành đai chính. Nó được phát hiện bởi Henri Debehogne ở Đài thiên văn La Silla ở Chile, ngày 1 tháng 9 năm 1983.